# دیپلم مربیگری حرفه‌ای ای‌اف‌سی
دیپلم مربیگری حرفه ای اف سی، که به ای اف-دیپلم ای اف سی نیز معروف است، بالاترین سطح اعتبار مربیگری است که توسط کنفدراسیون فوتبال آسیا (AFC) صادر شده‌است. این مدرک برای اولین بار توسط ای اف سی در سال ۲۰۰۱ اعطا شد. ای اف سی این مدرک را معادل گواهینامه حرفه ای اتحادیه اروپا داند.

## ساختار
تمامی سرمربی‌ها، باید حداقل مدرک ب را دریافت کرده باشند. همچنین سرمربیان برای گرفتن این مدرک حداقل باید ۲۲۰ ساعت دوره آموزشی ببینند.
ای اف سی پیشنهاد کرده‌است که مربیان تمام لیگ‌های حرفه ای ملی، تیم‌های لیگ قهرمانان و ای اف سی کاپ باید مدرک دیپلم را داشته باشند.